# アンギル
アンギル（モンゴル語: Angir、? - 1295年）は、モンゴル帝国に仕えたタングート人将軍の一人。『元史』などの漢文史料では昂吉児(ángjíér)と記される。

## 概要
アンギルの先祖は代々西夏国に仕えてきた武将の家系であったが、1221年（辛巳）にアンギルの父のヤブ・ガンボがチンギス・カンに投降し、以後モンゴル帝国に仕えるようになった。ヤブ・ガンボは千人隊長に任じられて国王ムカリの率いるヒタイ（華北地方）方面駐屯軍に所属したが、戦死してしまった。
アンギルは父の後を継いでモンゴル軍に属し、1269年（至元6年）からは南宋領の淮南に出兵して向かうところ敵なしの活躍を見せた。しかし、モンゴル馬にとって江南の酷暑は耐え難いもので往々にして病にかかってしまい、アンギルはこのため馬を太行山で休ませた。一方、南宋側でも河南一帯への進出が計画されており、アンギルは金剛台に進出してきた南宋軍の糧道を絶ってそれ以上の進出を防いだ。その上で、「河南の諸郡は南宋と国境を接しており、南宋はこの地を狙っている。唐州の東南は大山ばかりであるが、信陽は察州の南にあって九里・武陽・平靖・五水といった諸関に近い。南宋軍が常にこれらの諸関を通って侵攻することを考えれば、信陽こそが喉元というべきである。かつて金朝を減ぼしたとき、モンゴルは寿州・泗州・襄州・郢州などを得ながら守兵を置くことなく、結果として南宋に取られてしまった。今こそ信陽に城を築いて南宋の侵攻を拒するべきである」 と進言した。この進言は受け入れられ、命を受けたアンギルは1,300の兵を率いて信陽に城を築き、南宋の侵攻を防いだ。
1272年（至元9年）には明威将軍・信陽軍万戸に任じられ、 ムカリとアジュが率いる軍団の内河西兵をアンギルは率いることになった。1274年（至元11年）に襄陽が陥落しバヤンを総司令とする南宋全面侵攻が始まると、アジュは本隊と別に准南一帯に侵攻し、アンギルはその一部隊として和州に駐屯した。これに対して南宋は4万の軍勢を派遣したが、アンギルは伏兵を設けその帰路を絶つことで大勝した。多くの投降兵はアスト軍によって監視されたが、その横暴な能度に不満を覚えた都統の洪福らが反乱を起こしたものの、すぐにアンギルによって平定された。その後廬州を包囲し、城主の夏貴は頑強に抵抗したが、臨安陥落の報が届くと遂に降った。臨安の陥落によって南宋は事実上滅亡したが、文天祥を中心とする一団が祥興帝を奉じて転戦し、これに張徳興が呼応し興国軍・徳安府の所郡を攻撃した。そこでアンギルが張徳興の討伐を命じられ、アンギルは一戦して張徳興軍を打ち破って張徳興を殺し、その3人の息子を捕虜とした。張徳興の勢力の討伐によって江左一帯はモンゴル軍によって完全に平定され、その後もアンギルは江左に駐屯した。
1277年（至元14年）、淮西道宣慰司を務めていたアンギルは淮西一体が長年金朝〜モンゴルと南宋の国境地帯となっていたがために耕作放棄地が多く、希望者を募って屯田を行い駐屯軍を養うべきだと進言したが、日本遠征を命じられていたアタカイが「屯田を行うには人手、牛、農具が非常に多くいる。今それとは別に日本遠征証のために民兵を徴発するとしたら、民の間に動揺が広まるだろう」と言って反対し、この進言が実行に移されることはなかった。なお、このアンギルの上奏は「荒閑田土無主的倣屯田」と題して『元典章』戸部巻5に収録されている。
1283年（至元20年）、第3次日本遠征が計画されたことを聞いたアンギルは急ぎクビライに上奏し「兵は士気が重要であり、『上下の欲を同じくする者は勝つ（孫子の引用）』と言います。連年の外征によって兵の士気は低いため、遠征は延期して民を休ませるべきです」と語って再度の日本遠征計画に反対した。結局、この時クビライがアンギルの進言を受け容れることはなかったが、この3年後の1286年（至元23年）に第3次日本遠征計画は取りやめとなり、後に編纂された『経世大典』では日本遠征計画中止におけるアンギルの活躍が特筆されている。
アンギルは1295年（元貞元年）に亡くなった。はっきりと物事を語る人柄であったため時にクビライを怒らせることもあったが、その怒りに屈することはなかったという。 子供は5人おり、そのうち昂阿禿は廬州蒙古漢軍万戸府ダルガチの職についた。